# Крочіале
Крочіале (італ. Crociale), інша назва — Крочіале ді Фйорентіно (італ. Crociale di Fiorentino) — село (італ. curazia) в республіці Сан-Марино. Адміністративно належить до муніципалітету Фйорентіно.
Розташоване між Муратою та Фйорентіно, поблизу дороги, яка з'єднує місто Сан-Марино з італійським Меркатіно-Конка.